# バリー・メイザー

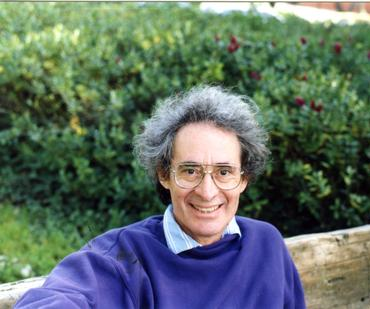
バリー・メイザー

バリー・チャールズ・メイザー（Barry Charles Mazur、1937年12月19日 - ）は、ハーバード大学の数学の教授。
ニューヨークに生まれ、ブロンクス科学高校、マサチューセッツ工科大学で学んだ。大学を卒業せず大学院に進み、1959年にはプリンストン大学で博士号を取得し、ハーバード大学のジュニアフェローとなる。1969年に教授に昇進。1982年に全米科学アカデミーのメンバーに選ばれる。

## 業績
彼の初期の業績は幾何学的位相空間論 (en) に関するものであった。初等的だが鮮やかな手法で、一般化されたジョルダン＝シェーンフリースの定理を証明した。この業績により、同時期に証明を成し遂げたモートン・ブラウンと共にウェブレン賞を受賞した。
グロタンディークの代数幾何学へのアプローチの影響により、メイザーはディオファントス幾何の分野に進出する。この分野における、いわゆる「メイザーの定理」とは、有理数体上の楕円曲線において、位数有限の点のなす部分群の可能性を全て挙げるというものであり、楕円曲線上の代数において深く重要な結果である。この定理のメイザーによる最初の証明は、あるモジュラー曲線の有理点を完全に分析することによるものであり、独創的な論文 Modular curves and the Eisenstein ideal で発表された。
この論文における Galois deformation のアイデアは、アンドリュー・ワイルズによるフェルマーの最終定理の証明の鍵の一つとなった。メイザーとワイルズはそれ以前に岩澤主予想に関して共同研究を行ったことがある。

## 受賞歴
- 1966年 幾何学の分野でヴェブレン賞
- 1982年 数論の分野でコール賞
- 1994年 ショーヴネ賞
- 2000年 スティール賞 アメリカ数学会より
- 2011年 アメリカ国家科学賞
- 2022年 チャーン賞